# چری اتومبیل
چری اتومبیل (به انگلیسی: Chery Automobile) (‎/ˈʃɛri/‎) شرکت خودروسازی چینی است که به‌عنوان یکی از تولیدکنندگان اصلی خودرو و موتور خودرو، در چین به‌شمار می‌آید. این شرکت در حل حاضر با ۲٬۶۰۳٬۹۱۶ دستگاه خودرو فروخته شده در سال ۲۰۲۴ چهارمین خودروساز بزرگ چین است.

## تاریخچه
شرکت چری (Chery) یک شرکت تحت کنترل حکومت کمونیستی چین است که فعالیت خود را از اوایل هزارهٔ سوم میلادی آغاز کرد. از نخستین محصولات این شرکت می‌توان به نمونه‌هایی مانند فنگ یون (Fengyun) اشاره کرد که با به‌کارگیری شاسی سیات (Seat) ساخته‌شده بود. این شرکت که ساخت نمونه‌های بسیار ارزان قیمت را سرلوحه کار خود قرار داده بود، با صادرات نمونه‌های تولیدی به کشورهای فقیر و با اقتصاد مشابه چین مانند سوریه، دایرهٔ فعالیت خود را به خارج از مرزهای چین گسترش داد. این شرکت در سال ۲۰۰۵ نخستین خط تولید خارج از کشور خود را در کشور روسیه افتتاح کرد.

### حضور در ایران
چری در سال ۲۰۰۳ و همراه با هجوم اجناس چینی راهی ایران شد و مسئولیت مونتاژ یکی از زیرمجموعه‌های کرمان موتور به نام مدیران خودرو با نام اختصاری ام‌وی‌ام (Modiran Vehicle Manufacturing) را برعهده گرفت. این شرکت پیش از این عرضهٔ محصولات دوو (Daewoo) کرهٔ جنوبی را عهده‌دار بود که پس از مشکلات سیاسی و به علت شراکت جنرال موتور آمریکا و دوو، وادار به جایگزینی تولیدات خود با نمونه‌هایی دیگر شد.
ساده‌ترین راه حفظ درآمد سرشار این صنعت، انتخاب ارزان‌ترین و در دست‌ترین نمونه ممکن بود. هاچ‌بک فوق کوچک شهری QQ3 نخستین محصول مشترک چری با مدیران خودرو در سال ۲۰۰۶ بود و یک کپی مطلق از دوو ماتیز (که در ایالات متحده و با همکاری شورولت با نام اسپارک به فروش می‌رسید) به حساب می‌آمد. این محصول ام وی ام ۱۱۰ نام گرفت و به یکی از کوچک‌ترین خودروهای صنعت خودروسازی مدرن جهان تبدیل شد. پس از آن نیز نمونه‌های دیگری مانند ام‌وی‌ام ۵۳۰ و ام‌وی‌ام ۵۵۰ (که در چین با نام A5 و E5 شناخته می‌شدند) نیز راهی بازار ایران شدند. از دیگر محصولات شرکت مدیران خودرو که با همکاری چری موتورز چین در ایران مونتاژ شد می‌توان به مدل‌های چری تیگو ۵، آریزو ۵ و تیگو ۷ اشاره کرد.

### سرمایه‌گذاری خارجی
در اواخر دههٔ اول هزاره سوم، چری نیز مانند سایر خودروسازان چینی به‌منظور بهبود کیفیت، انتقال فناوری، و حضور در بازارهای جهانی تغییر رویه داد و به همین منظور، مذاکراتی را با خودروسازان مطرح جهانی آغاز کرد. نخستین طرف مذاکرهٔ چری، گروه خودروسازی فیات کرایسلر (هشتمین تولیدکننده خودرو در جهان اکنون و مالک برندهای آلفا رومئو، کرایسلر، فیات، دوج، مازاراتی، جیپ و رم) بود. نخستین محصول این همکاری هاچ بک فوق کوچک A1 بود که با بهره‌گیری از امکانات مدرن و مصرف سوخت پایین، توانایی عبور از استاندارهای پایهٔ کشورهای اروپایی و امریکایی را داشت. این قرارداد در سال ۲۰۰۸ و در پی توافق￼￼ فیات کرایسلر (FSA) با نیسان لغو شد.
در سال ۲۰۰۷ میلادی، چری یک قراداد سرمایه‌گذاری مشترک (Joint Venture) با شرکت کوروس (Qoros) امضا کرد. کوروس که خود نیز یک خودروساز چینی به حساب می‌آمد، تولید نمونه‌های سواری با کیفیت مناسب و با به‌کارگیری قطعات شرکت‌های خارجی را برعهده داشت. ۵۰ درصد سهم کوروس نیز در اختیار هلدینگ کنون قرار داشت که مقر اصلی آن در سنگاپور واقع شده است. این نخستین همکاری مشترک در تاریخچهٔ شرکت چری به حساب می‌آمد که تاکنون نیز ادامه داشته است. از محصولات چری در این سال‌ها می‌توان به نمونه‌هایی مانند چری A15 (سدان شهری بر پایه نسل دوم فولکس‌واگن گلف) که با نام کووین (Cowin) نیز شناخته می‌شد، چری ایستر (Easter بر پایه شورولت اپیکا یا توسکا)، QQ6 و QQ اشاره کرد.

### دههٔ دوم فعالیت
پس از همکاری‌های صورت گرفته با شرکت‌های خارجی، چری موقعیت قابل قبولی در بازار چین و البته کشورهایی مانند روسیه، صربستان، ونزوئلا، بنگلادش، برمه و… پیدا کرد و با تولید در حدود ۷۰۰٫۰۰۰ دستگاه خودرو در سال ۲۰۱۰، در جمع ۱۰ تولیدکنندهٔ بزرگ خودرو چین قرار گرفت. در طول این مدت چری با شرکت در نمایشگاه‌های گوناگون و عموماً کم‌اهمیت آسیایی از جمله نمایشگاه خودروی اصفهان، سعی در بهبود وجهه و نمایش نمونه‌های تولیدی خود داشت.
یکی دیگر از مقاطع حساس در تاریخچهٔ شرکت چری، قرارداد همکاری آن با شرکت تاتا موتورز (Tata Motors) هندوستان بود. تاتا موتور که یکی از بزرگ‌ترین تولیدکنندگان خودرو از لحاظ تیراژ تولید در جهان به‌شمار می‌آید، مالکیت برندهای انگلیسی لندروور و جاگوار را در اختیار داشت و توانایی‌های فنی چری را به شکل قابل ملاحظه‌ای افزایش داد. در این دهه از فعالیت شرکت چری و با تزریق فناوری‌های خارجی، کیفیت محصولات این خودروساز بهبود بسیاری پبدا کرد و تولیدات آن توان رقابت با محصولات پایه و متوسطآسیایی را پیدا کردند.

## محصولات
شرکت چری اکنون انواع خودروهای سدان، هاچ‌بک، کراس‌اوور و حتی الکتریکی را تولید می‌کند. لیست محصولات چری در سال ۲۰۱۹ میلادی عبارتند از:

### خودروهای سدان
خودروهای سدان این شرکت اکنون با کد و نام آریزو به فروش می‌رسند که چری آریزو ۶ جدید معرفی شده در ایران نیز متعلق به این بخش است. این خودروها شامل مدل‌های آریزو ۳، آریزو ۵، آریزو ۷ و آریزو GX (که با نام‌گذاری ابتدایی نمونهٔ مفهومی و عنوان چری آریزو ۶ در ایران معرفی شده) هستند. این خودروها از طراحی داخلی و خارجی قابل قبولی نسبت به قیمت سود برده ولی پیشرانه‌هایی ضعیف‌تر از رقبای غیر چینی خود دارند.
قیمت این خودروها در کشور چین رقمی مابین ۸٫۰۰۰ دلار در مدل آریزو ۳ تا ۱۶٫۰۰۰ دلار در مدل آریزو ۷ بوده و به این ترتیب قشر گسترده‌ای از جمعیت چین توانایی خرید آن‌ها را دارند. قیمت چری آریزو ۶ نیز که در سال ۲۰۱۹ به بازار عرضه شد بسته به تیپ انتخابی رقمی مابین ۱۱٫۰۰۰ تا ۱۷٫۰۰۰ بوده و گران‌ترین سدان این شرکت به حساب می‌آید.

### خودروهای کراس‌اوور
شرکت چری نخستین‌بار در سال ۲۰۰۵ میلادی از خودروی کراس‌اوور و ارزان‌قیمت خود به نام تیگو رونمایی کرد که در سال ۲۰۱۰ میلادی و پس از یک فیس‌لیفت به چری تیگو ۳ تغییر نام داد.
کراس‌اوورهای تیگو که پس از سال ۲۰۱۰ با زبان طراحی جدیدی ساخته شده و کیفیت مناسب‌تری نسبت به نسل‌های پیشین (که در ایران با نام ام‌وی‌ام X33 به فروش می‌رسید) دارند و با نمایی به‌روز و امکاناتی مدرن (در حد مبلغ پرداختی) با قیمتی مابین ۸۱۵۰ تا ۱۱۳۵۰ دلار در چین به فروش می‌رسد. ام‌وی‌ام X22 موجود در ایران کوچک‌ترین کراس‌اوور این شرکت است و در چین با نام تیگو ۲ و قیمت ۱۴٫۰۰۰ دلار عرضه می‌شود.

### خودروهای ارزان‌قیمت
این سری را می‌توان نخستین محصولات چری قلمداد کرد که از سال ۱۹۹۹ میلادی و با نخستین مدل با کد A11 در خط تولید این شرکت قرار گرفت. این سری شامل نمونه‌های ارزان‌قیمتی مانند چری Fulwin 2 FL بوده که در ایران با نام ام‌وی‌ام ۳۱۵ به فروش می‌رسید.
ارزان‌ترین محصول این بخش شرکت چری مدل QQ نسل دوم (یا ام‌وی‌ام۱۱۰ کنونی ایران) بوده که با قیمتی در حدود ۶٫۰۰۰ تا ۷٫۰۰۰ دلار به فروش می‌رسد.

### خودروهای الکتریکی
مانند بسیاری از کشورها، خودروسازان چینی نیز با شرایط و ضوابط ویژه تولید خودروهای الکتریکی را آغاز کرده‌اند که چری نیز سهمی از این بازار را به خود اختصاص داده است. اکنون مدل‌های الکتریکی ساخت شرکت چری عبارتند از:
- چری eQ بر پایه ام‌وی‌ام ۱۱۰ ایران با قیمتی در حدود ۲۵٫۰۰۰ دلار
- چری eQ1 با قیمتی در حدود ۲۰٫۰۰۰ دلار
- چری Arizzo 5e با قیمتی در حدود ۳۰٫۰۰۰ دلار
- چری Tiggo 3xe با قیمتی در حدود ۲۸٫۰۰۰ دلار

## بازارهای صادراتی

### ایران
همان‌طور که پیشتر نیز اشاره شد، محصولات چری از سال ۲۰۰۶ وارد ایران شده و مونتاژ آن در شرکت مدیران خودرو انجام می‌شود. محصولاتی مانند ام‌وی‌ام ۱۱۰، ام‌وی‌ام ۵۵۰ و ۵۳۰ و نمونه‌هایی از نسل‌های پیش از همکاری‌های خارجی این شرکت بود که در نمایندگی چری عرضه شد.
اما پس از تغییر رویه که در بخش همکاری‌های خارجی شرکت چری به آن اشاره شد، نسل جدید محصولات چری نیز به ایران راه پیدا کردند. اکنون مدل‌های ام‌وی‌ام ۳۱۵ هاچ‌بک و ام‌وی‌ام ۱۱۰ و ام‌وی‌ام X33 نسل قدیم در کنار نسل‌های جدیدتری مانند چری تیگو ۳ایکس (ایکس۲۲)، تیگو ۵ایکس (ایکس۵۵)، تیگو ۵ و چری تیگو ۷ و آریزو ۵ به فروش رسیده که چری آریزو ۶ و تیگو ۸ را نیز باید به آن‌ها اضافه نمود. البته قیمت این خودروها در ایران و چین بسیار متفاوت است. این خودروها در کشور ایران با قیمت بالاتری به‌فروش می‌رسند.

## کیفیت پایین خودروها
کیفیت پایین برخی از خودروهای این کمپانی مورد نقد مشتریان بوده است. در ایران رئیس اتحادیه دارندگان نمایشگاه و فروشندگان خودرو در گفت‌وگو با ایلنا در خصوص کیفیت خودروهای چینی و چری گفت، کیفیت این خودروها به حدی پایین است که شرکت‌های تولیدکننده خودروی چینی شرایطی فراهم کردند که بتوان با دو یا سه میلیون تومان به صورت اقساط خودرو خرید و متأسفانه برخی از هموطنان بدون توجه به کیفیت خودرو اقدام به خرید اینگونه خودروهای چینی می‌کنند. در حال حاضر خودروهای ام وی ام و چری دارای پایین‌ترین کیفیت در بین خودروهای چینی هستند و از کمترین استقبال میان مصرف‌کنندگان برخوردار هستند. در فروردین ۱۴۰۳ نیز چندین خودرو ساخت چری دچار شکستی اکسل و واژگونی کامل شدند. این موضوع در کشورهای متعددی از جمله کشور سازنده یعنی چین، روسیه و آفریقا جنوبی هم تکرار شد.

## نگارخانه

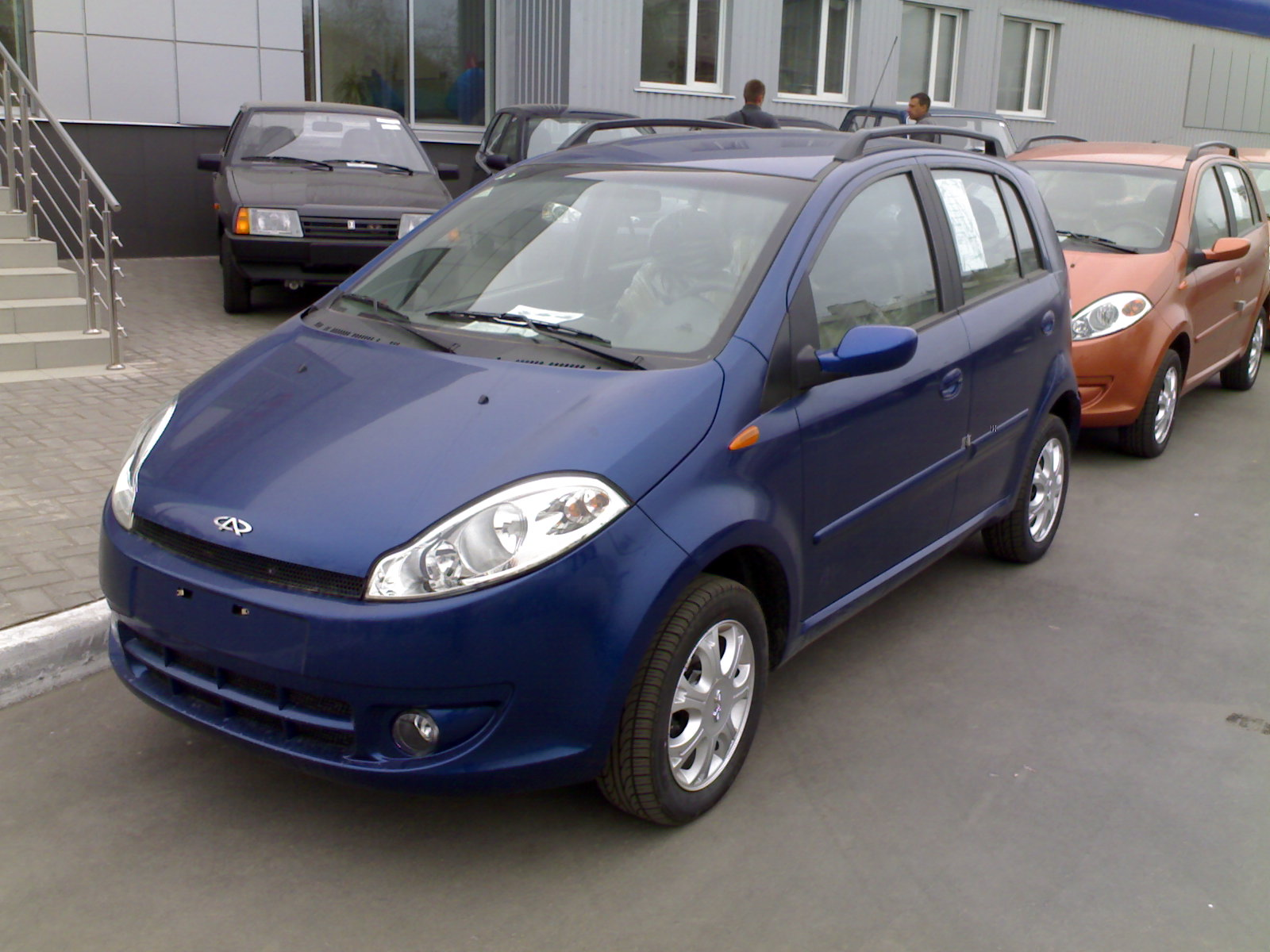
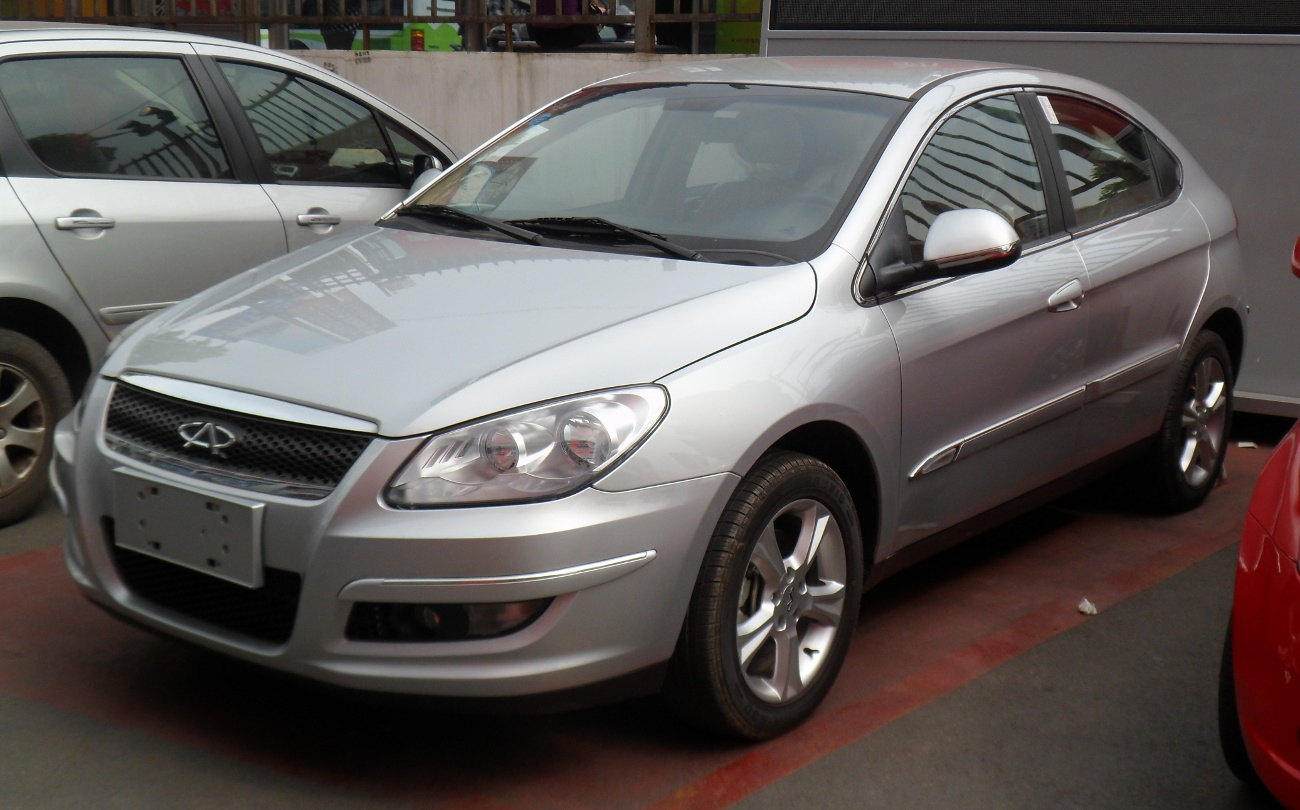
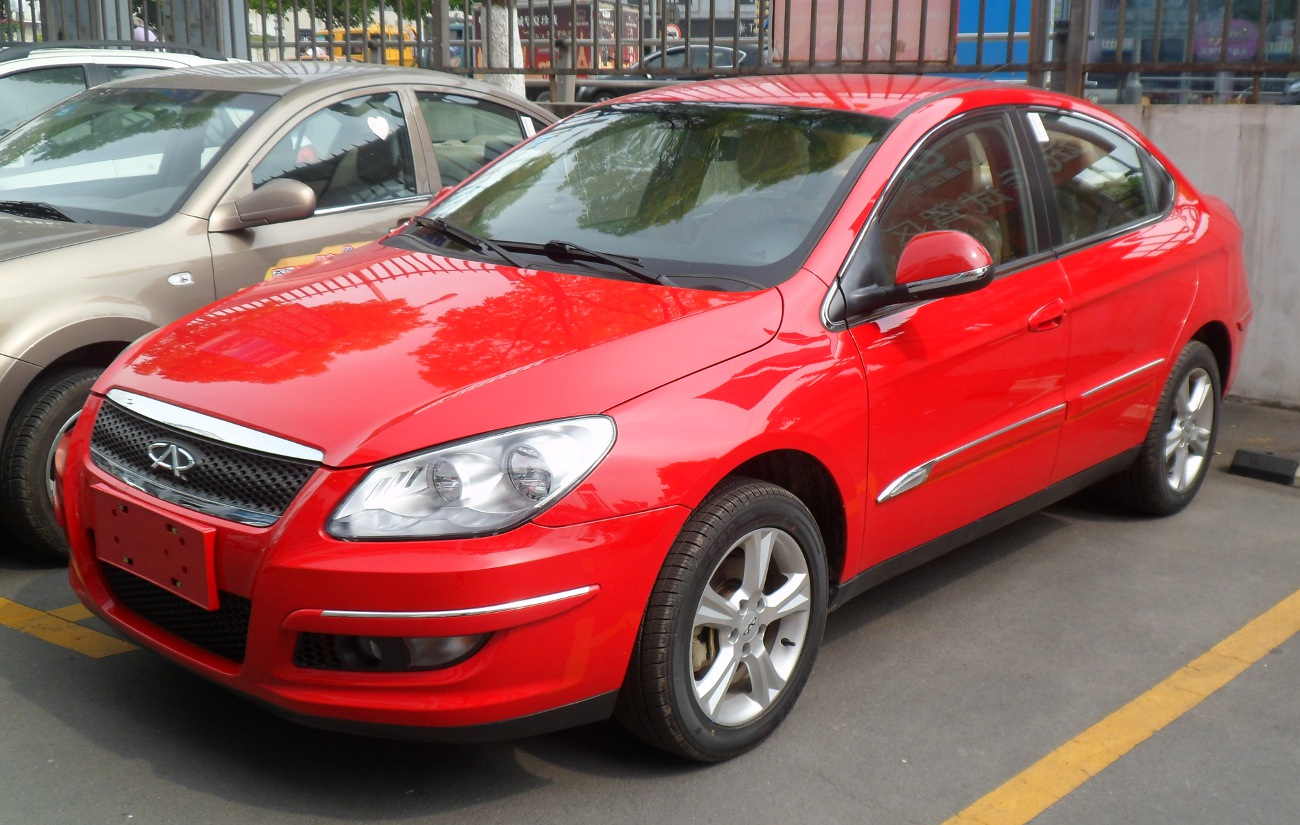
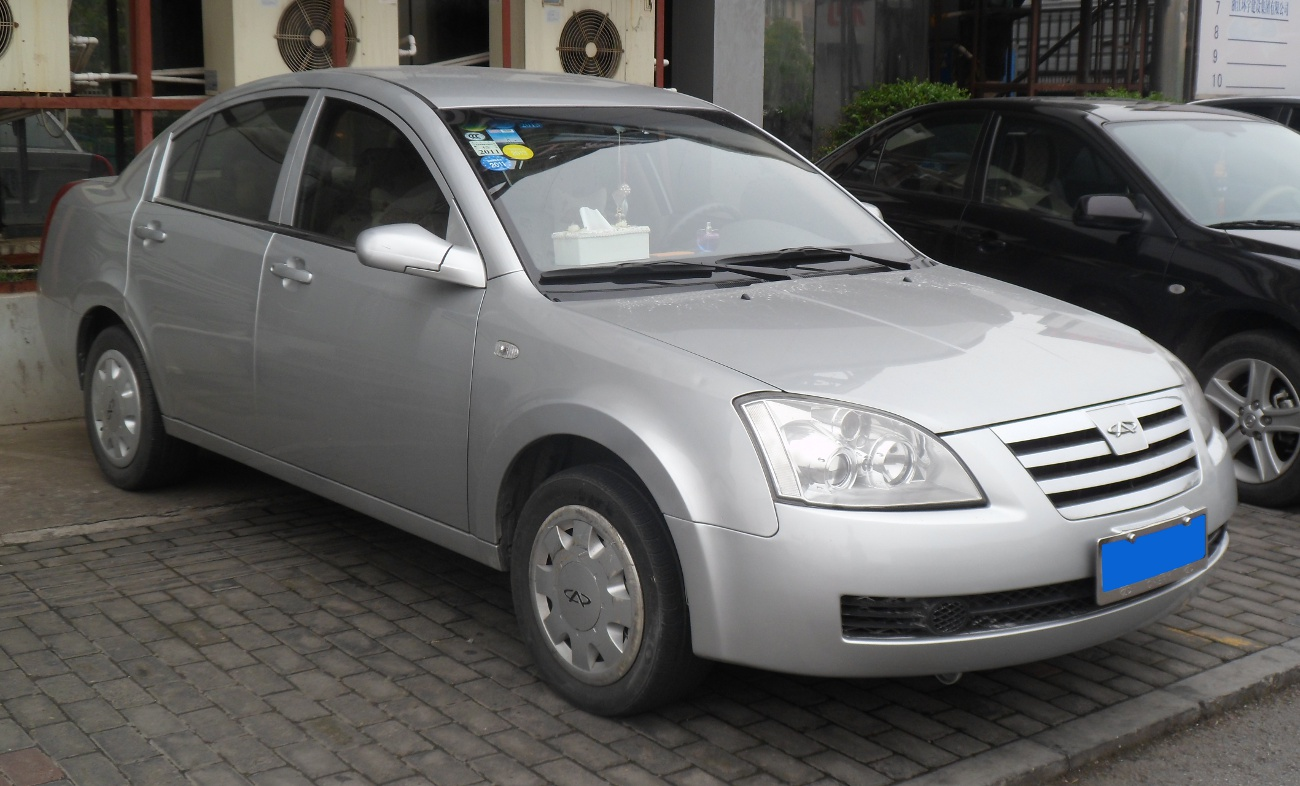
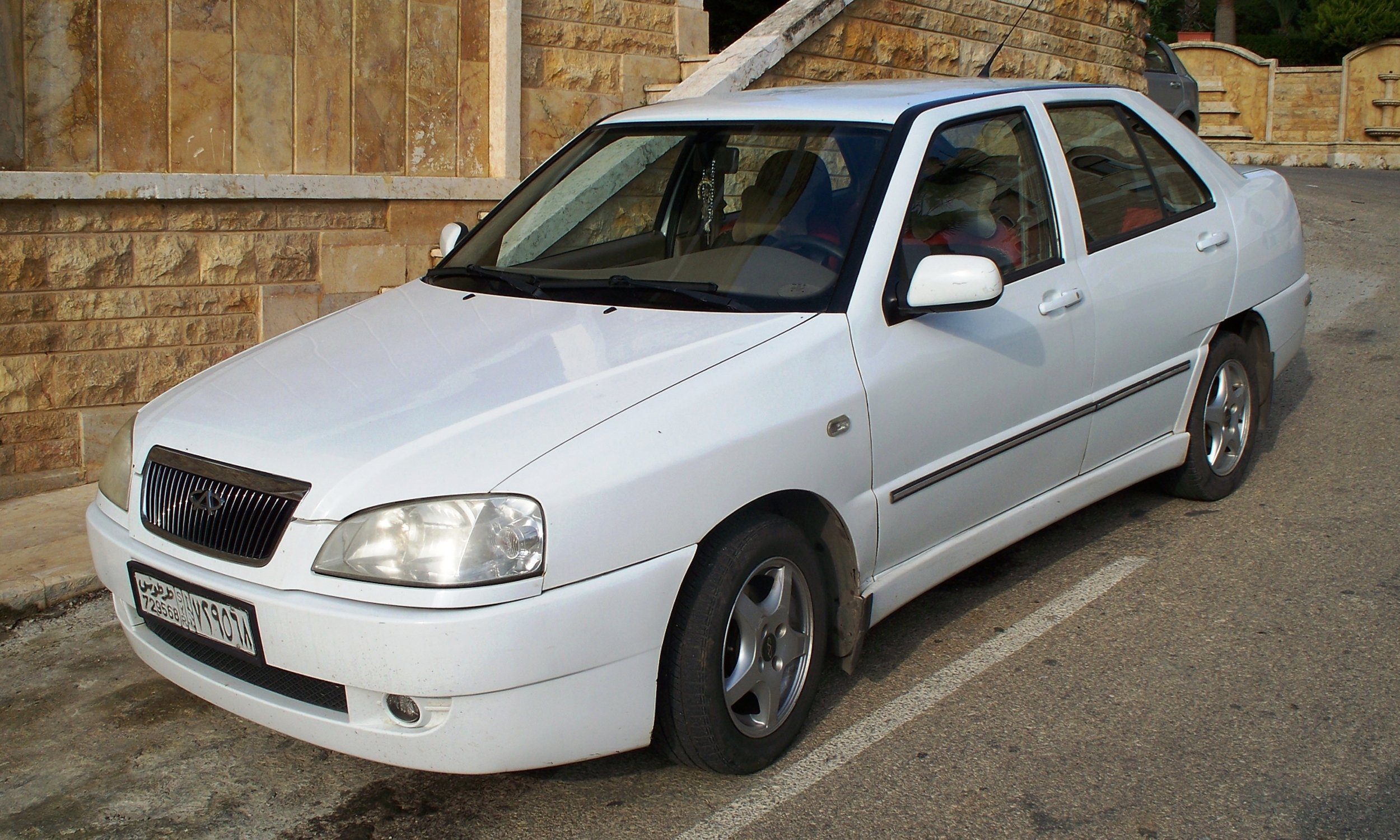
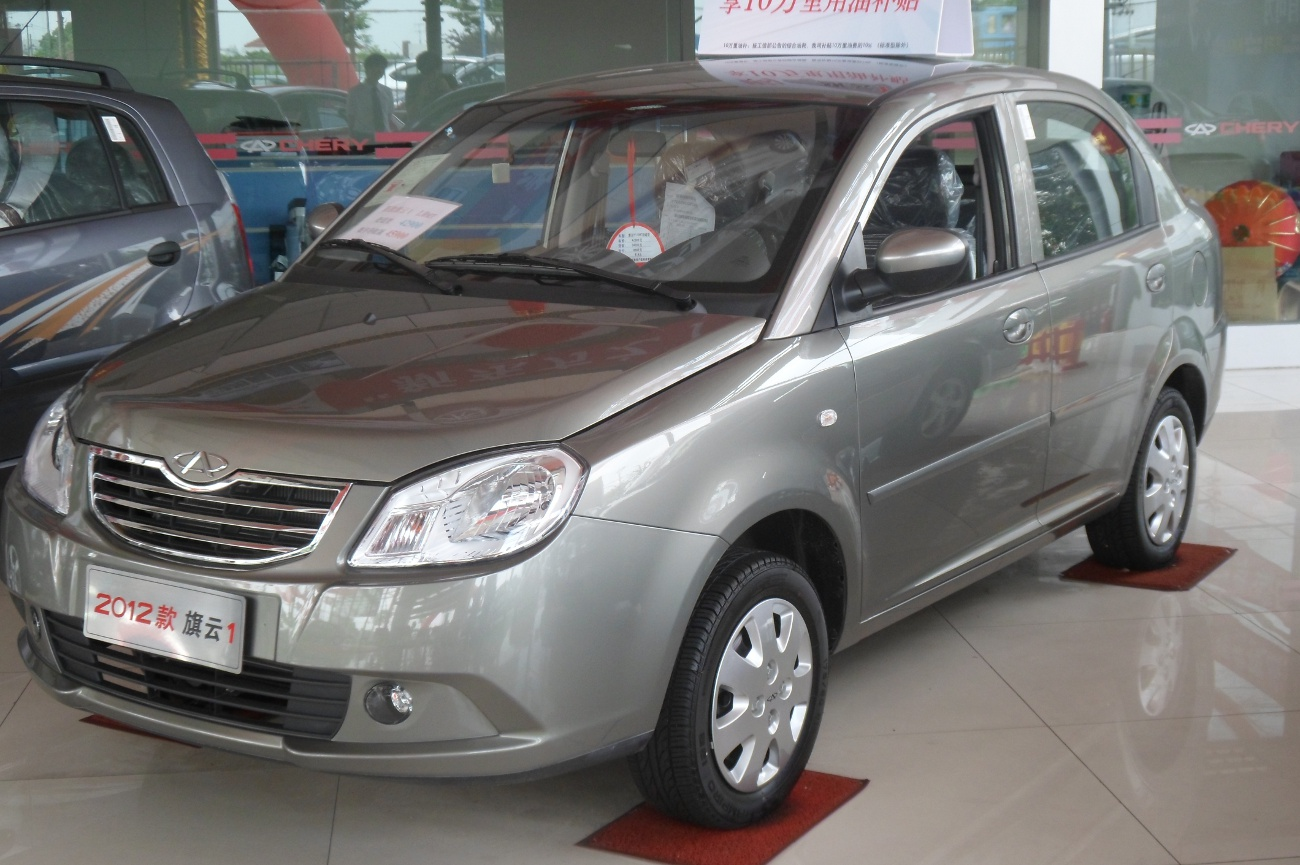
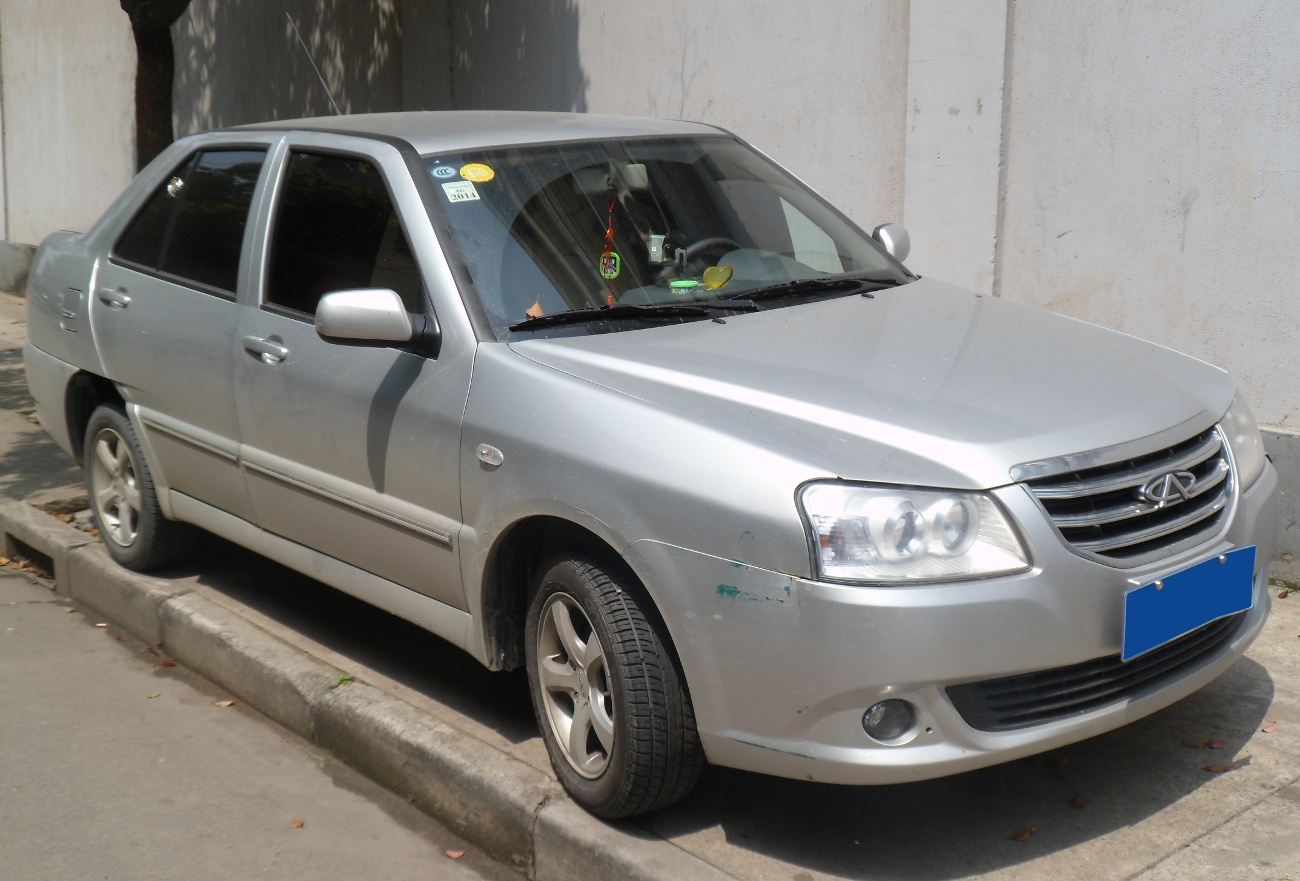
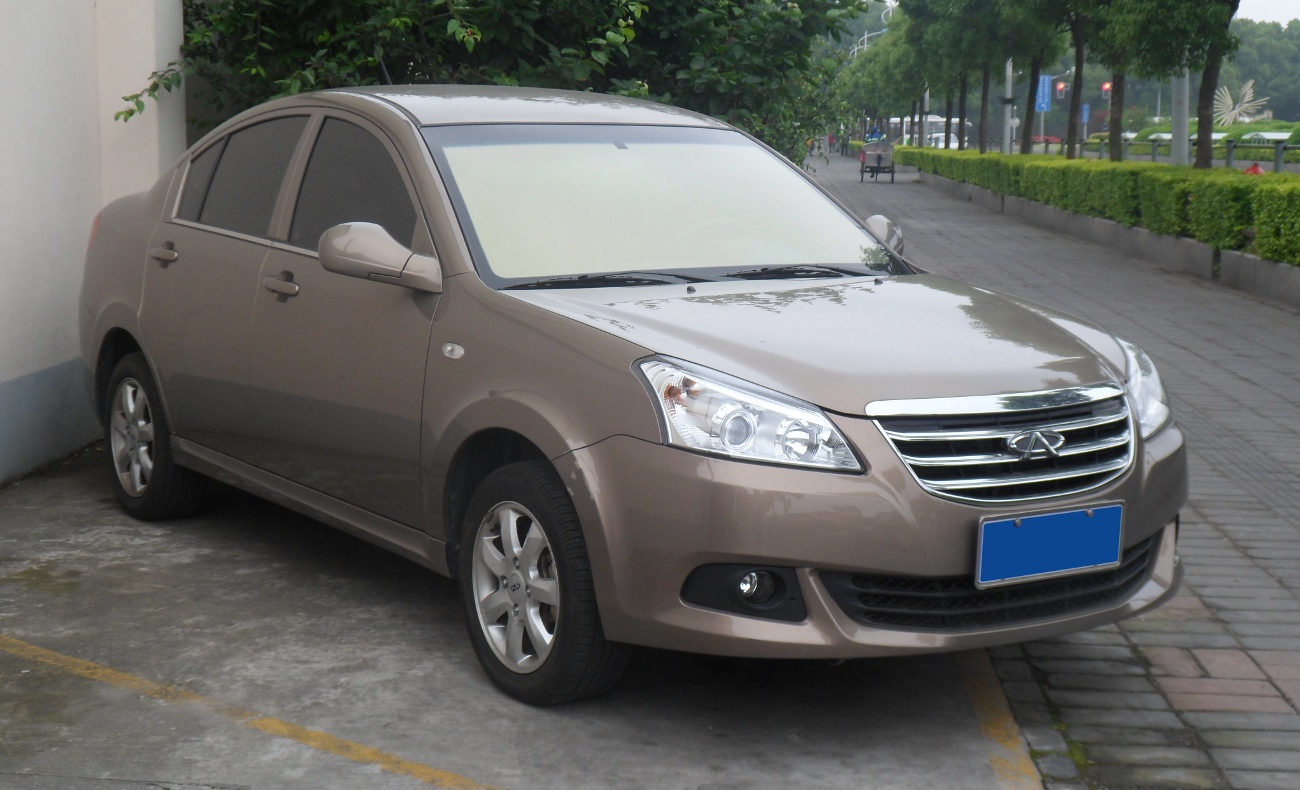
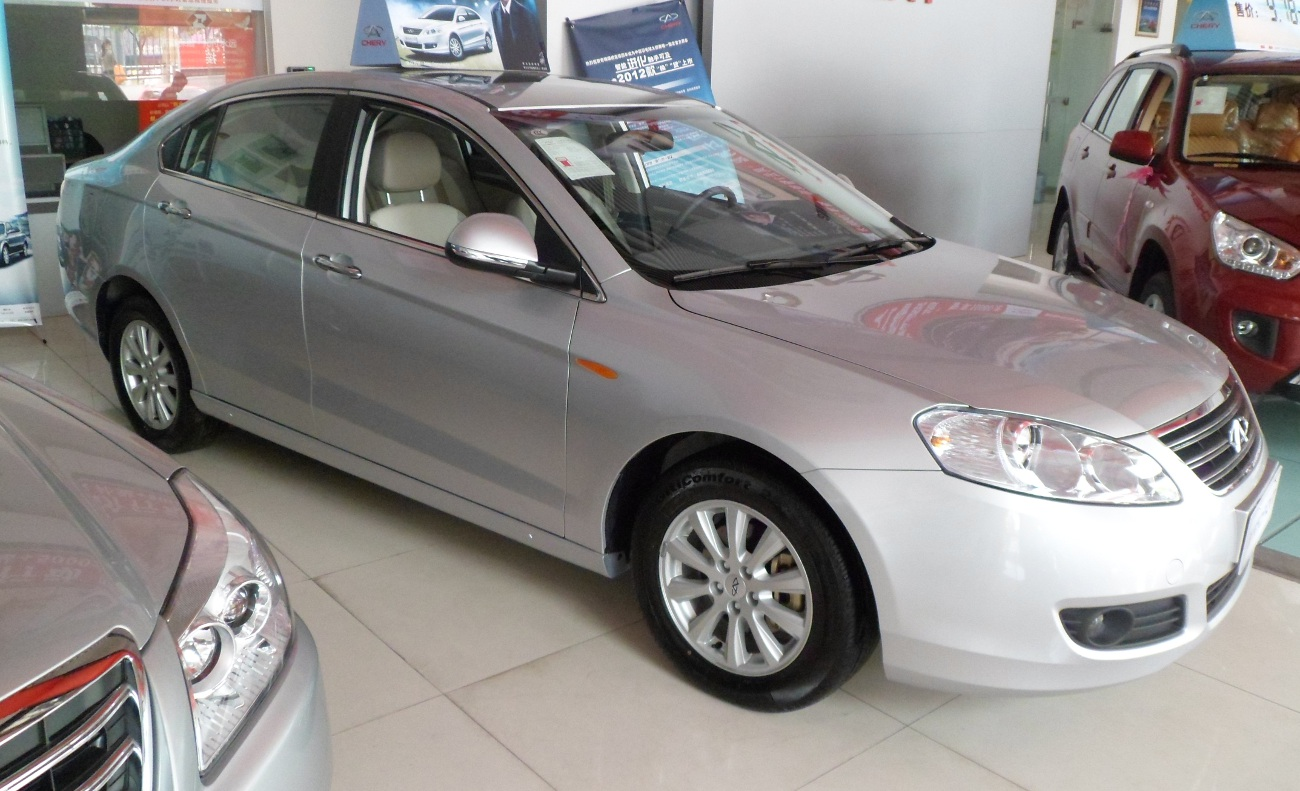
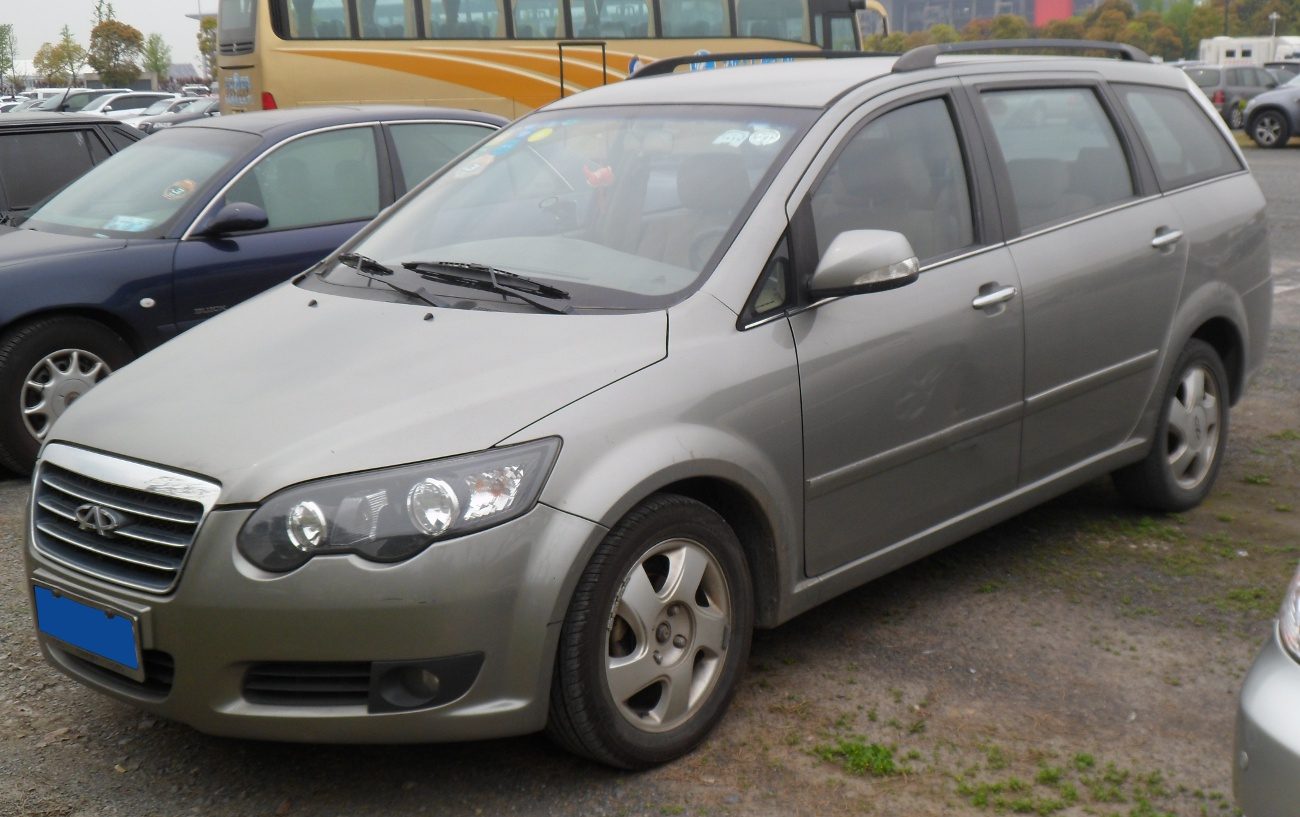
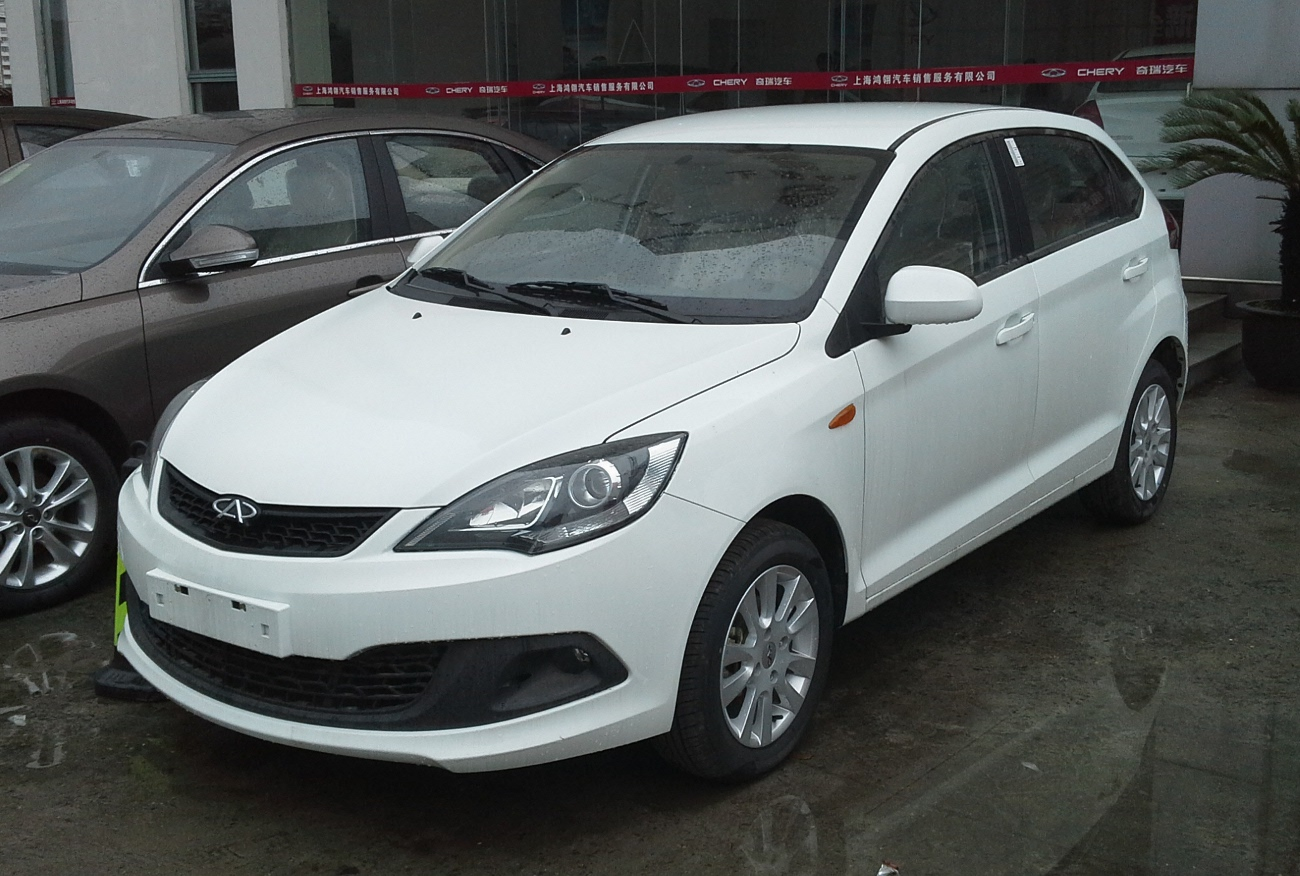
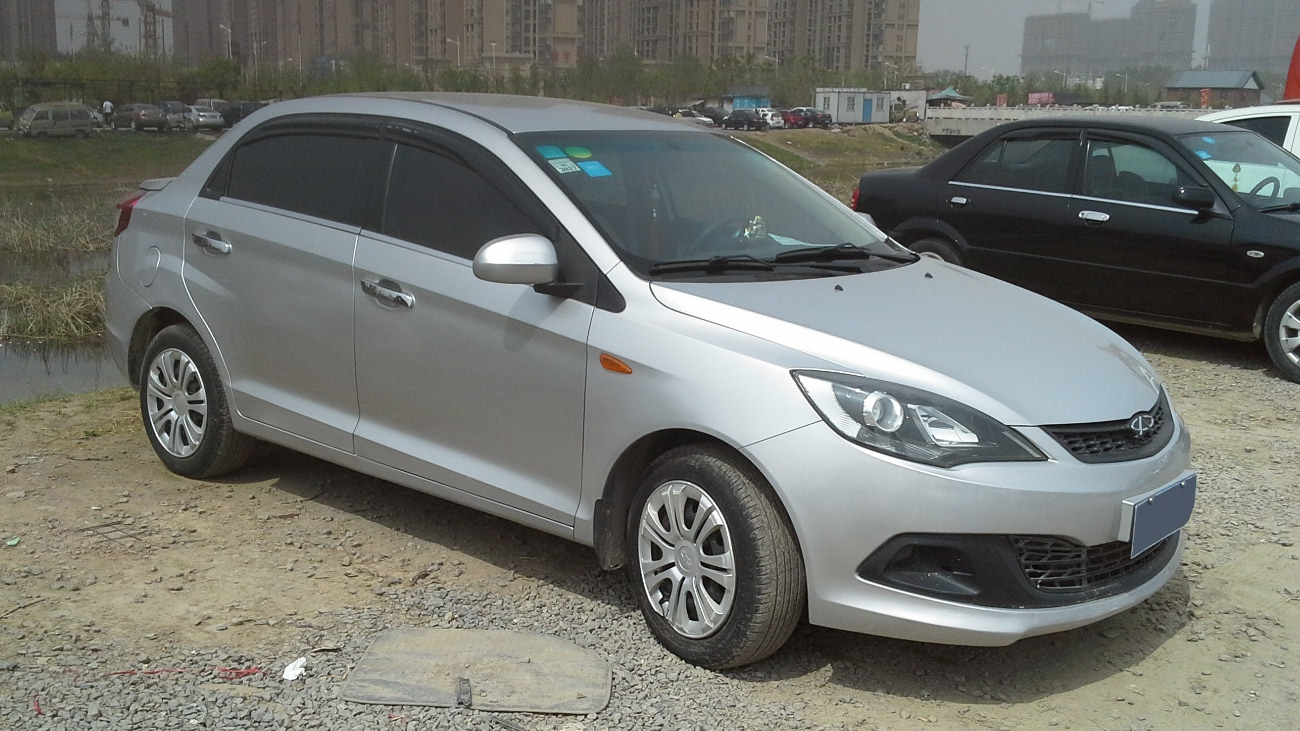
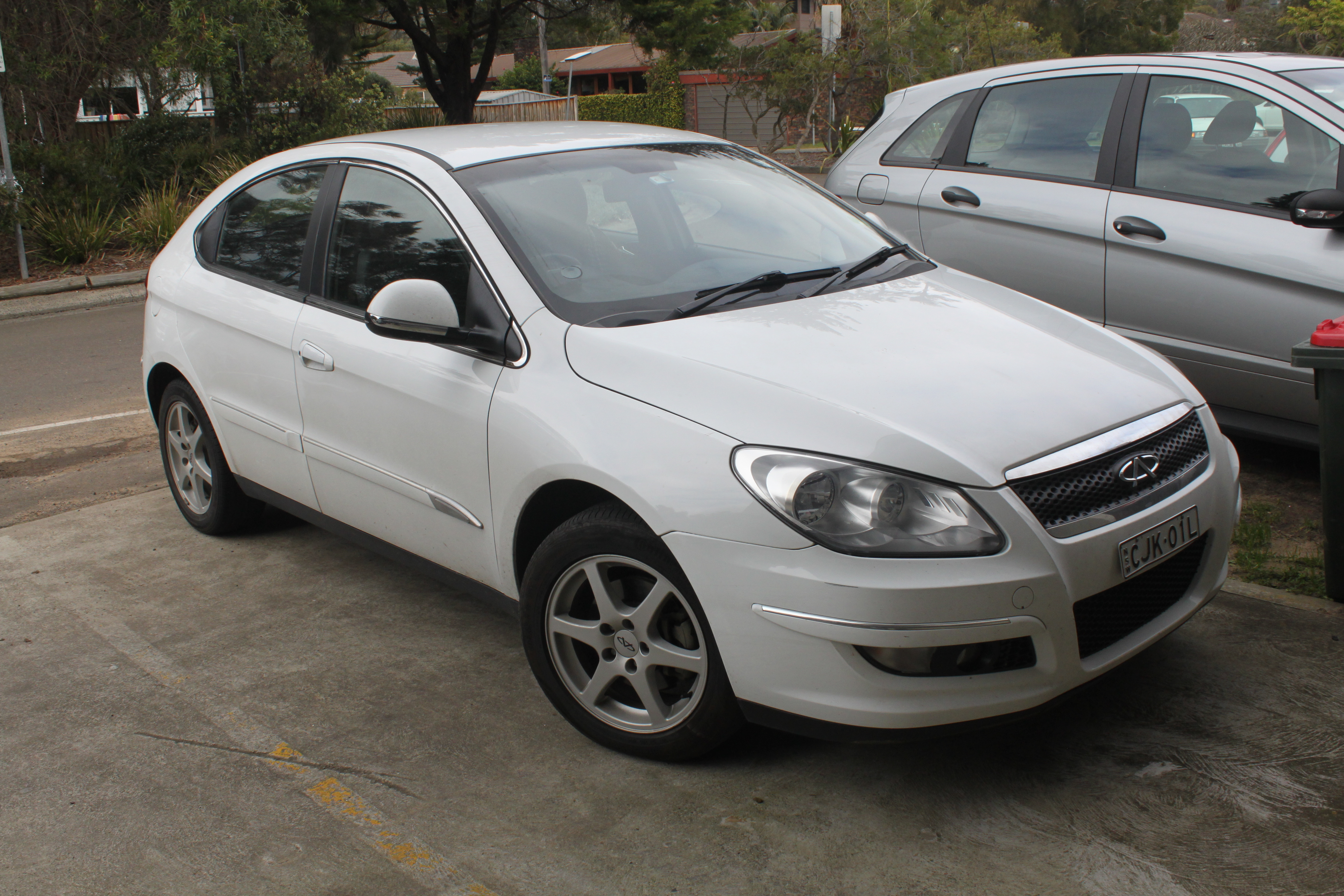
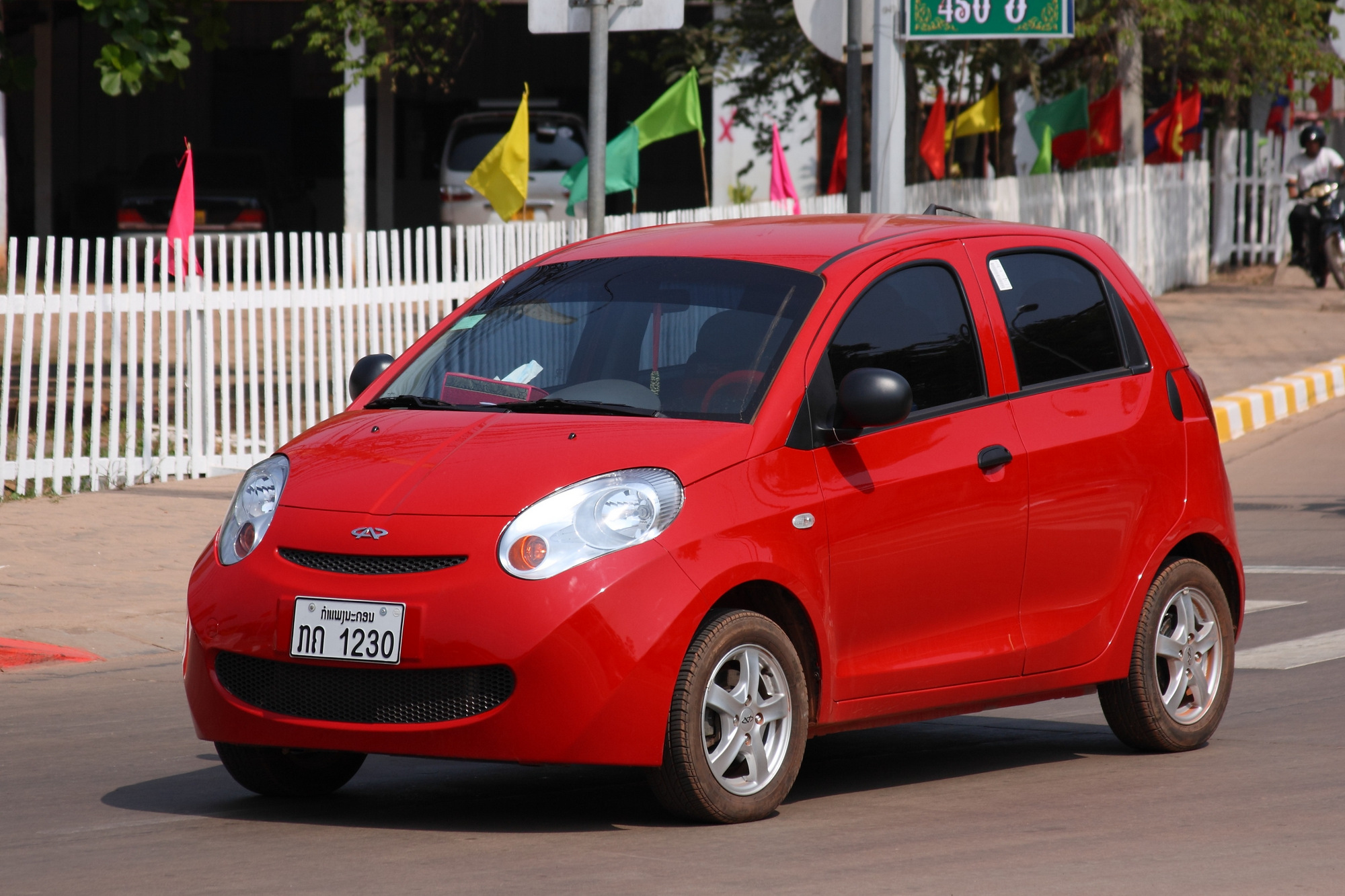
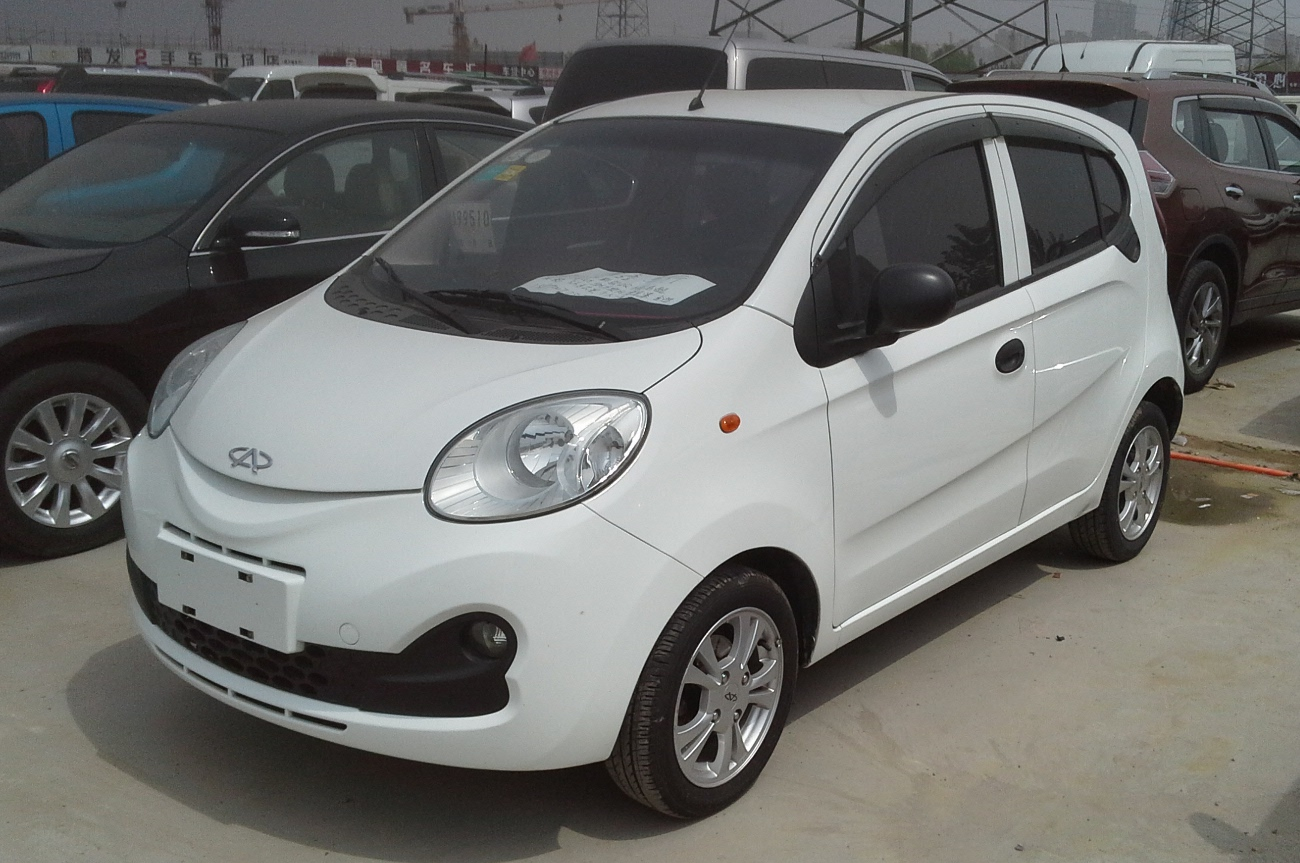
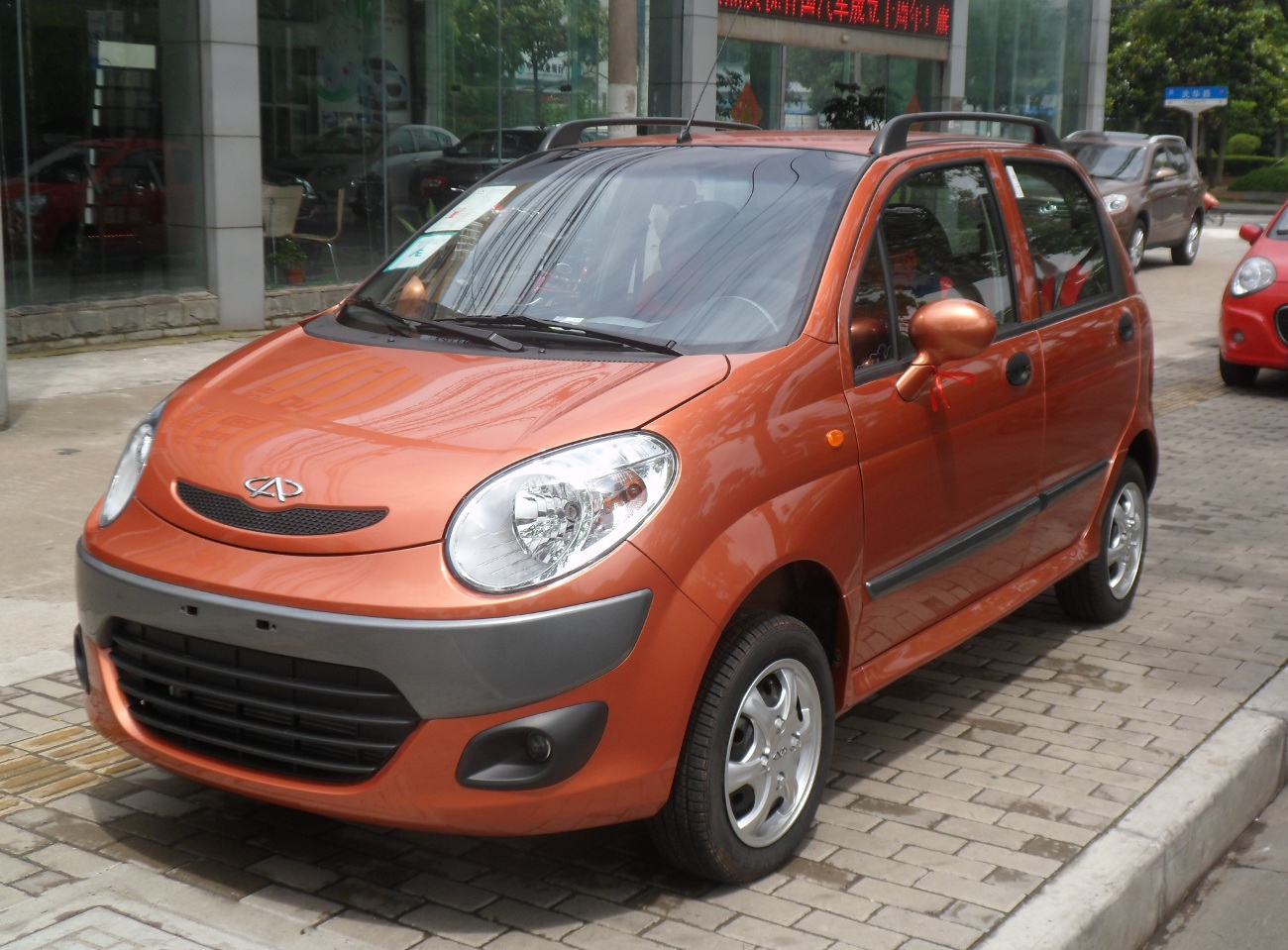
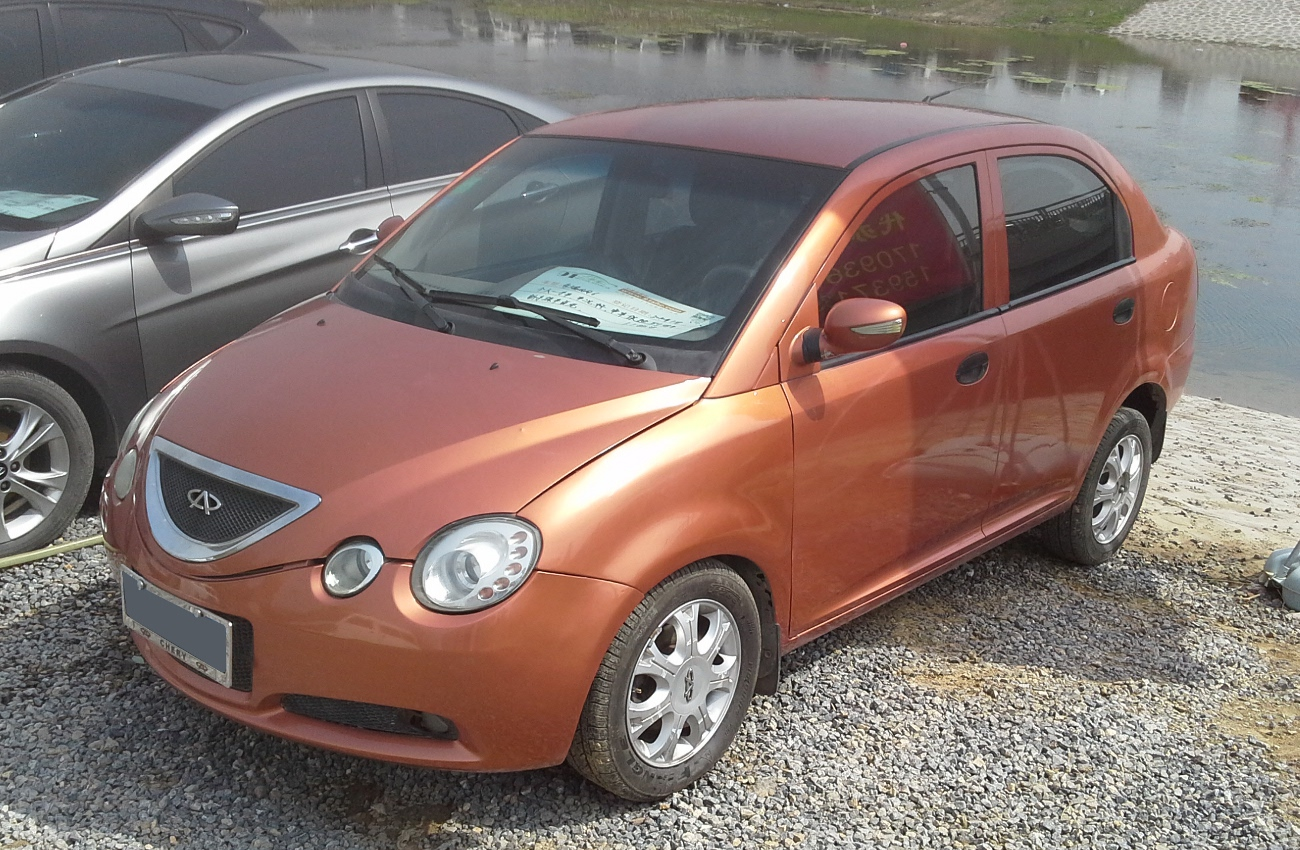
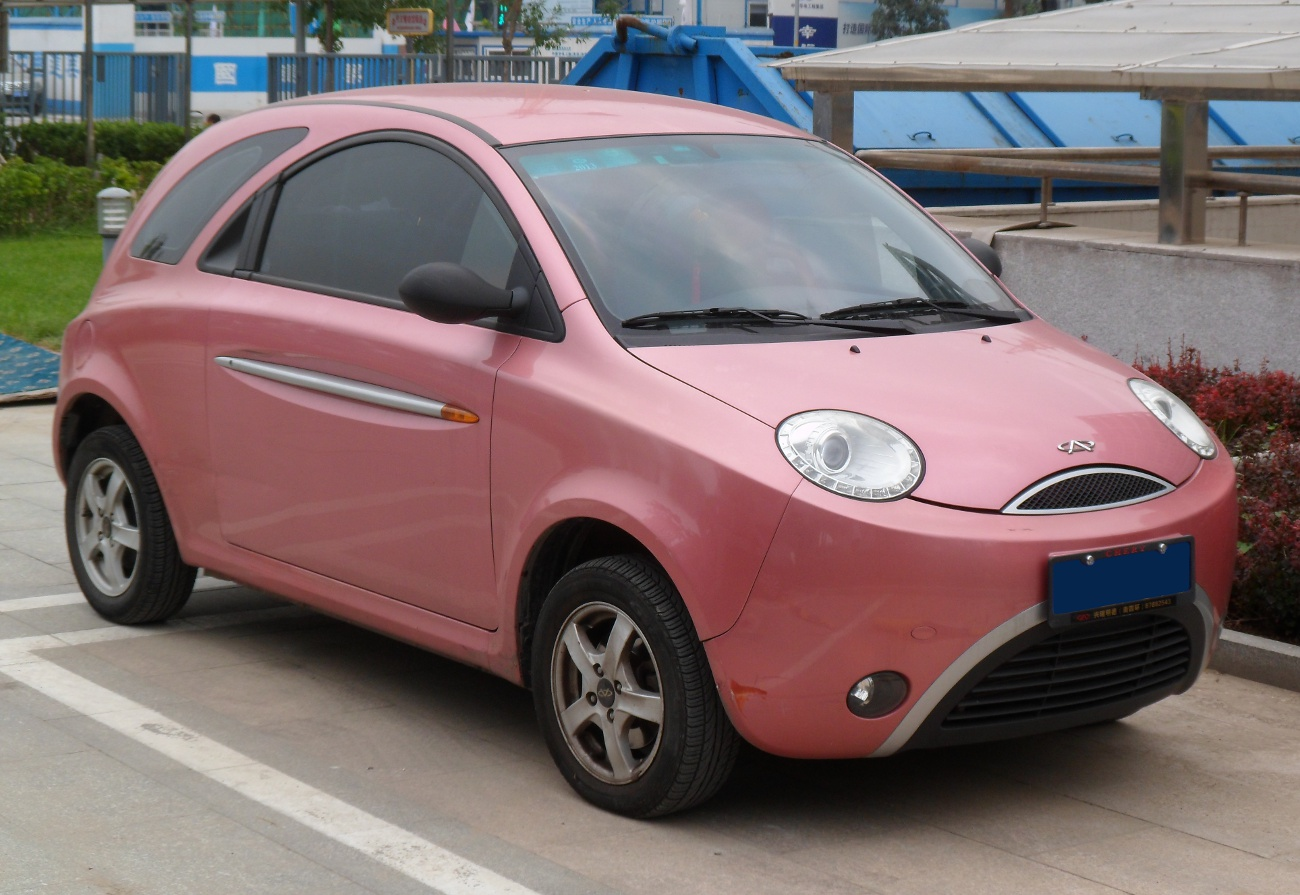
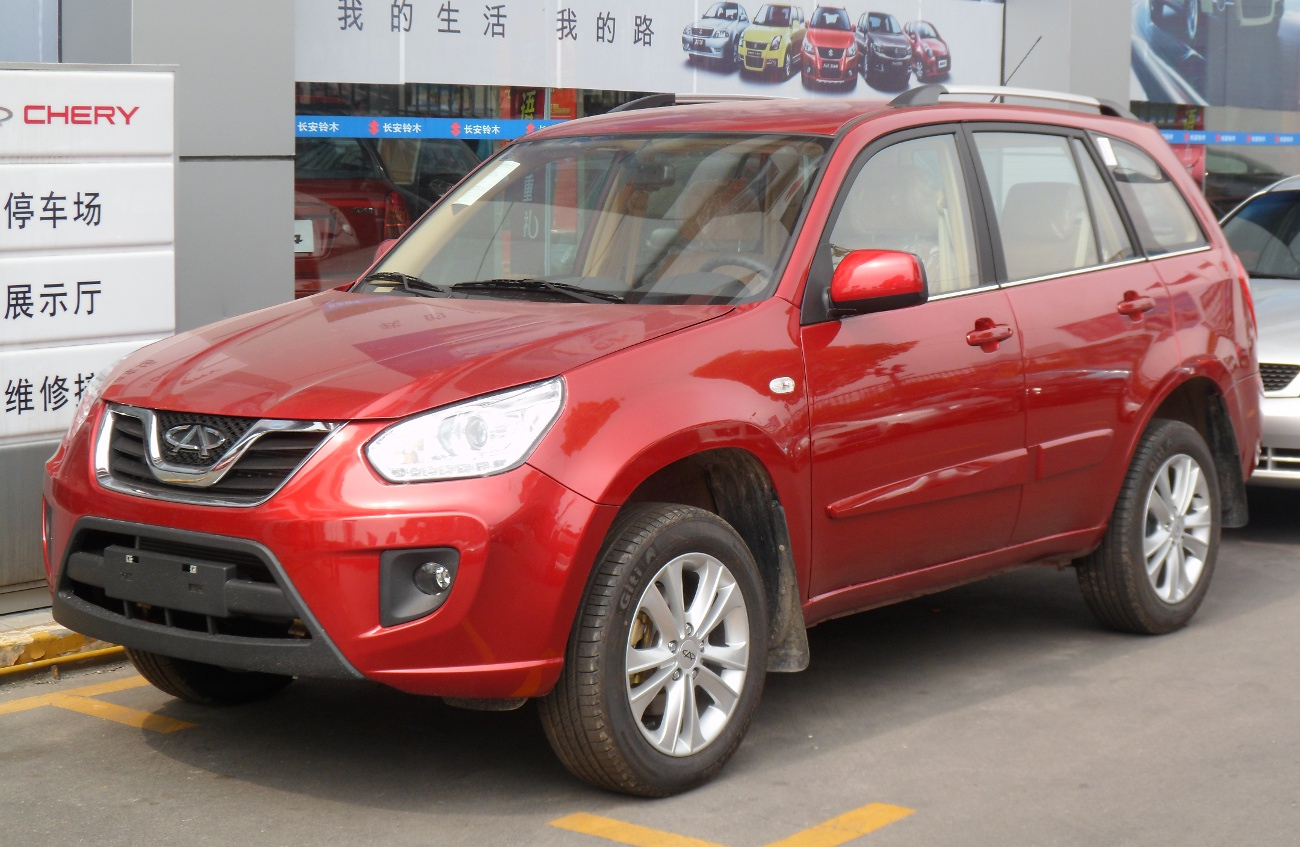